# Hemmo Silvennoinen
Hemmo Silvennoinen   (Kesälahti, 6 de novembre de 1932 - Vantaa, 4 de desembre de 2002) fou un saltador d'esquí finlandès que va competir durant les dècades de 1950 i 1960.
En el seu palmarès destaca la victòria al Torneig dels Quatre Trampolins de 1954-55. En l'edició de 1955-56 guanyà la prova de Garmisch-Partenkirchen. El 1956 va prendre part en els Jocs Olímpics d'Hivern de Cortina d'Ampezzo, on fou desè en la prova del salt llarg del programa de salt amb esquís.